# Kaldfjord

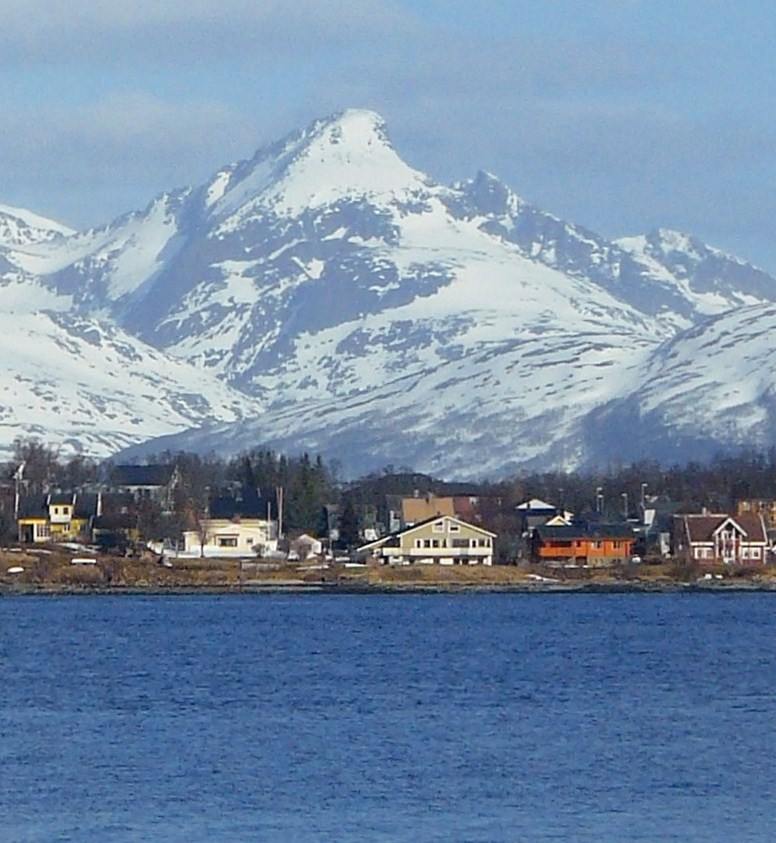
Der Store Blåmann

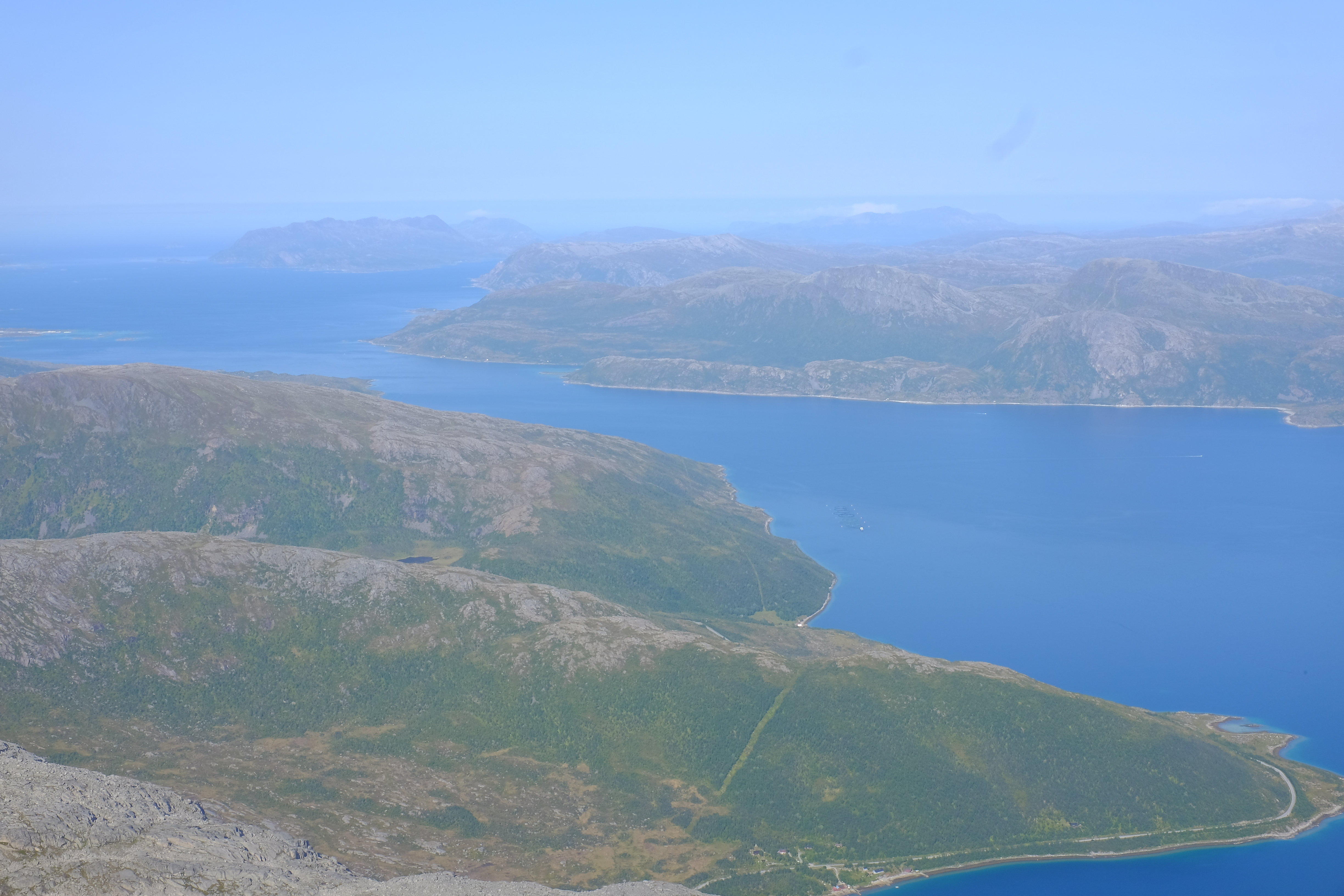
Der Kaldfjord gesehen vom Store Blåmann

Der Kaldfjord (norwegisch Kaldfjorden; nordsamisch Gallavuonna) ist ein Fjord an der Westküste der norwegischen Insel Kvaløya in der Kommune Tromsø und im Fylke Troms. Die Wurzel „Kall“ der samischen Bezeichnung bedeutet „Alter Mann“ und bezieht sich auf den an der Westküste des Fjords 1044 m hoch aufragenden Store Blåmann (der „Große Blaumann“).
Der Fjord ist etwa 16 km lang und bis zu 5 km breit und erstreckt sich von den ihm vorgelagerten Inseln Vengsøya und Vagsøya am Ostende des Vengsøyfjords im Nordwesten bis zum Dorf Kaldfjord im Südosten. Er schneidet tief in die Insel ein und teil sie nahezu in zwei Hälften; an seinem Ende bei den Dörfern Kaldfjord und Eidkjosen bleibt nur ein rund 950 m breiter Isthmus zum Tromsøysund. Anfangs verläuft der Fjord wenige Kilometer bis Lyford nach Südosten, dann biegt er nach Süden um, und erst die letzten zwei Kilometer bis Kaldjford verlaufen nach Osten.
Bei Kaldfjord erstrecken sich Häuser über mehrere Kilometer beiderseits entlang der Fjordufer; ansonsten ist die Gegend nur dünn besiedelt. Die Provinzstraße 862 verläuft entlang des Südufers von Kaldfjord nach Henrikvika. Von dort führt die Provinzstraße 7768 an der Westseite des Fjords nach Norden. Eine Autofähre verkehrt über das Nordende des Fjords zwischen der Insel Vengsøya und dem kleinen Ort Bellvika auf Kvaløya und endet dort an der Provinzstraße 7770.